# الابایر، سین
الابایر، سین (به لاتین: Alabayır, Çine) یک منطقهٔ مسکونی در ترکیه است که در استان آیدین واقع شده‌است.

## خصوصیات
الابایر ۶۵۱ نفر جمعیت دارد.